# Железница (растение)
Желе́зница (лат. Siderítis) — род однолетних трав семейства Яснотковые (Lamiaceae).
Представители рода — уроженцы тропических и тёплых умеренных областей Старого Света. Ценится как лекарственное растение. Медонос. Ядовито для лошадей.

## Распространение и среда обитания
Встречается в европейской части России (Поволжье, Причерноморье, Дальний Восток — заносное), на Украине (Днепровский район, юг Украины, Карпаты), в Молдове, на Кавказе (повсеместно), в Средней Азии, а также в Средиземноморье, на Балканах, Иберийском полуострове.
Обычно произрастает на каменистых местах в горной местности, на высоте свыше 1000 метров над уровнем моря. Цветёт в июне — сентябре.

## История и этимология названия
Слово «Sideritis» можно перевести с греческого языка как «тот, кто железный или обладает железом». Растение было известно Диоскориду и Теофрасту. Хотя Диоскорид описал три вида, но только один (вероятно Sideritis scordioides) имеет отношение к железнице. В древние времена название железница относилось к множеству растений, которые обладали ранозаживляющим свойством, особенно ран от металлического оружия. Есть также предположение, что происхождение названия связано с формой чашелистика, напоминающего остриё копья.

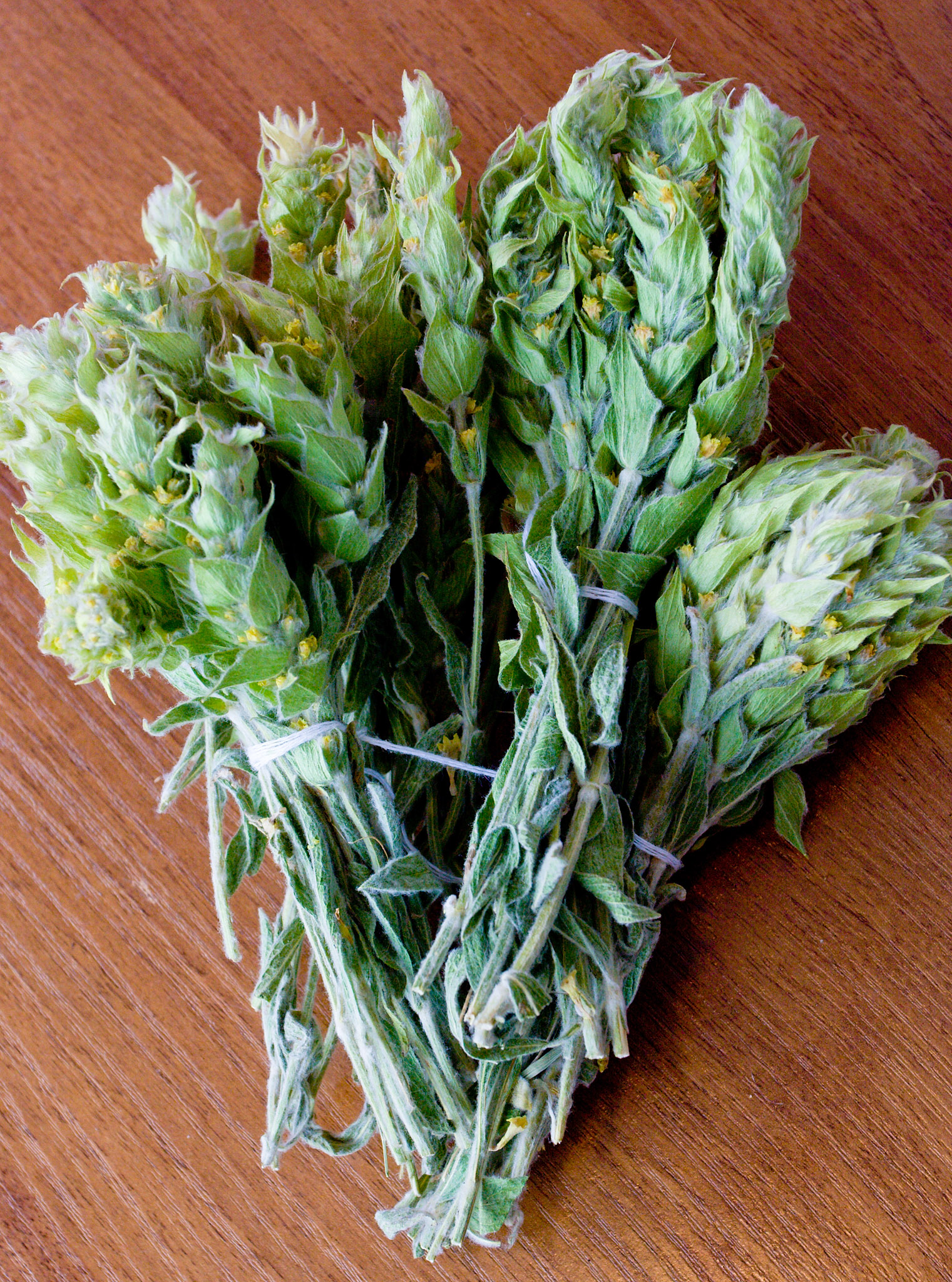

## Таксономия
Молекулярные филогенетические исследования в 2002 году показали, что ряд видов железницы относится к роду Чистец (Stachys). Требуются дополнительные исследования по окончательному установлению рода.
Достаточно широко известны три вида: Sideritis lanata (Железница шерстистая), Sideritis montana (Железница горная) и Sideritis romana (Железница клювовидная).

## Биологическое описание
Стебель прямостоячий, простой или от основания ветвистый, опушён оттопыренными волосками.
Листья короткочерешковые, обратноланцетные.

## Виды
По информации базы данных The Plant List род включает 189 видов, некоторые из них:
- Sideritis calduchii Cirujano & al.
- Sideritis lanata L. — Железница шерстистая
- Sideritis montana L. — Железница горная
- Sideritis romana L. — Железница клювовидная

## Применение
Растение содержит эфирное масло, иридоиды, фенолкарбоновые кислоты и их производные флавоноиды. Растение оказывает противоопухолевое действие, проявляет антибактериальную активность, обладает репеллентными свойствами.
Эфирное масло пригодно для использования в парфюмерно-косметической промышленности, обладает антибактериальной и антипротозойной активностью.
Надземная часть растения используется как пряность, листья — как суррогат чая. Очень популярен чай из железницы и в составе приправ к блюдам в Греции, Албании, Болгарии и Македонии.
Традиционно применяется для улучшения пищеварения, укрепления иммунной системы и как противопростудное средство, а также от аллергических реакций, одышки, синусита. В 2012 году стало известно, что в экспериментах на мышах удалось получить положительные результаты по остановке и прекращению развития болезни Альцгеймера с использованием железницы